# Monocosmoecus aberrans
Monocosmoecus aberrans är en nattsländeart som beskrevs av Oliver S. Flint Jr. 1969. Monocosmoecus aberrans ingår i släktet Monocosmoecus och familjen husmasknattsländor. Inga underarter finns listade i Catalogue of Life.